# Kallsup
En kallsup är när man oavsiktligt andas in vatten. Det kan kännas obehagligt och efterföljs ofta av  hostningar.
Ordet kallsup i denna bemärkelse är belagt i svenska språket sedan 1880.

## Andra betydelser
Fram till 1800-talet avsåg kallsup en snaps som serverades kall, det vill säga inte i kaffe eller annan varm dryck.